# Selçuklu

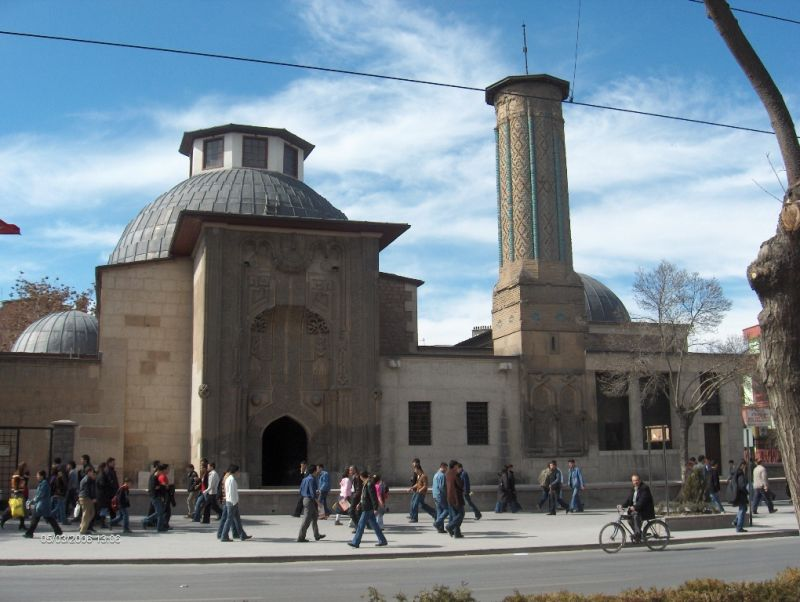
Ince Minaret, Selçuklu, Konya

Selçuklu är en stad och ett distrikt Konya i Centrala Anatolien i Turkiet. Selçuklu är ett de centrala distrikten i Konya, liksom distrikten i Karatay och Meram. Enligt folkräkningen år 2000, uppgick distriktets befolkning till 348 329 av vilka 327,627 bodde i centrala delen av staden Selçuklu.

### Fotnoter
1. ↑  Turkiets statistiska institut. ”Folkräkningen 2000, Statistik för Turkiets städer” (på turkiska) (XLS). Arkiverad från originalet den 27 september 2007. https://web.archive.org/web/20070927020309/http://www.die.gov.tr/nufus_sayimi/2000tablo5.xls. Läst 25 mars 2008.